# 크리스 포터

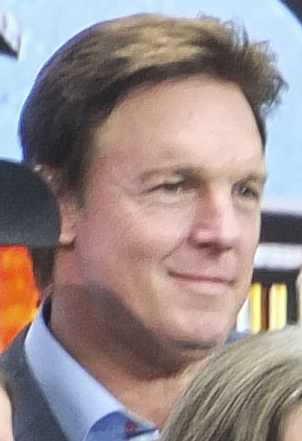

크리스 포터(Chris Potter, 1960년 8월 23일 ~ )는 캐나다의 배우, 영화배우, 영화 감독, 성우, 텔레비전 배우이다.
토론토에서 태어났다.

## 방송
- 수퍼스톰
- 퀴어 애즈 포크 1
- 쿵푸

## 영화
- 워리어스 하트 (2011년)
- 더 굿 위치스 기프트 (2010년)
- 퍼펙트 어시스턴트 (2008년)
- 텐 데드 맨 (2007년)
- 스릴 오브 더 킬 (2006년)
- 스파이메이트 (2006년) - 마이크 머긴스 역
- 패시파이어 (2005년) - 빌 포셋 역
- 시간의 주름 (2003년)
- 난폭한 여의사 (2001년) - 조나단 역
- 딥 레인지 (2001년)
- 로켓의 붊은 섬광 (2000년)
- 퀴어 애즈 포크 (2000년) - 닥터 데이빗 카메론 역
- 할리퀸 - 웨이팅 게임 (1998년)
- 엑스맨 - TV 시리즈 (1992년)
- 쿵후 2 - TV 시리즈 (1992년)